# Кухтиков, Алексей Демьянович
Алексей Демьянович Кухтиков (1904—1985) — сотрудник системы ГУЛАГ, начальник комбината «Воркутуголь», комиссар.

## Биография
Родился в 1904 году. С 11-лет работал в родной деревне пастухом, после 1917 года — сельхозрабочий совхоза.
- 1923—1924 — действительная служба надзирателем тюрьмы ОГПУ в Москве
- 1925—1926 — председатель рабочкома совхоза «Собакино» Московской области.

### Служба вОГПУ-НКВД-МВД
- 1927 — служба красноармейцем в дивизионе ОГПУ и учёба в школе младшего комсостава дивизии имени Дзержинского в Москве
- 19?? — инструктор политотдела,
- 19?? — помощник командира по политчасти в Архангельском дивизионе ВОГПУ,
- 19?? — помощник командира по политчасти в управлении войск НКВД на Северном Кавказе (Пятигорск)
- 1936—1938 — помощник командира по политчасти в дивизии имени Дзержинского в Москве (1936—1938 годы).
- август 1938 — начальник политотдела одного из вновь созданных лесных ИТЛ — Вятлага.
- 1941—1942 — начальник политотдела Ухтижемлага (Коми АССР)
- 1942—12.1943 — начальника политотдела Воркутпечлага
- 28.12.1943—08.01.1947 — начальник Вятского ИТЛ НКВД[3]
- 08.01.1947—15.04.1952 — начальник Воркутинского ИТЛ[4]
- 3 апреля 1950—не ранее 2 сентября 1951 — начальник Речного лагеря (Особлаг № 6) оставаясь начальником Воркутинского ИТЛ и комбината «Воркутуголь»[5]
- 01.04.1953—15.05.1953 — и. о. начальника ИТЛ при комбинате «Апатит» и Кировскстроя, Мурманская обл., Кировский р-н, пос. Апатиты[6]
- 15.05.1953—29.10.1953 — и. о. начальника Китойского ИТЛ (Китойлаг) Иркутской обл., р-н ст. Китой[7]
- 30.10.1953—24.03.1957 — начальник Китойского ИТЛ[8]

### Специальные воинские звания армейских политработников
- 1938 батальонный комиссар (соответствует армейскому майору)
- 194? полковой комиссар (соответствует армейскому полковнику)

### Воинские звания
- январь 1944 полковник НКВД[9]
- 195? полковник внутренней службы

## Семья
Жена — Мария Александровна урождённая Бурдули 1916—?), грузинка по национальности, бухгалтер по профессии.
Дочери Галина (1931 г. р.), Надежда  (24.01.1934 г. р.). Сыновья Александр (13.07.1937 г. р.), Валерий (1939 г. р.)

## Награды
Список неполный
- 1939 — Медаль «За трудовое отличие» (за «отличную и досрочную стройку особого завода N 4» в Вятлаге);
- 1943 — орден Красной Звезды (за строительство Заполярного угольного бассейна в Воркутлаге);
- 1945 — второй орден Красной Звезды («за успешное выполнение заданий правительства по лесозаготовке и оборонной продукции»)